# Будинок астрономії (Гайдельберг)

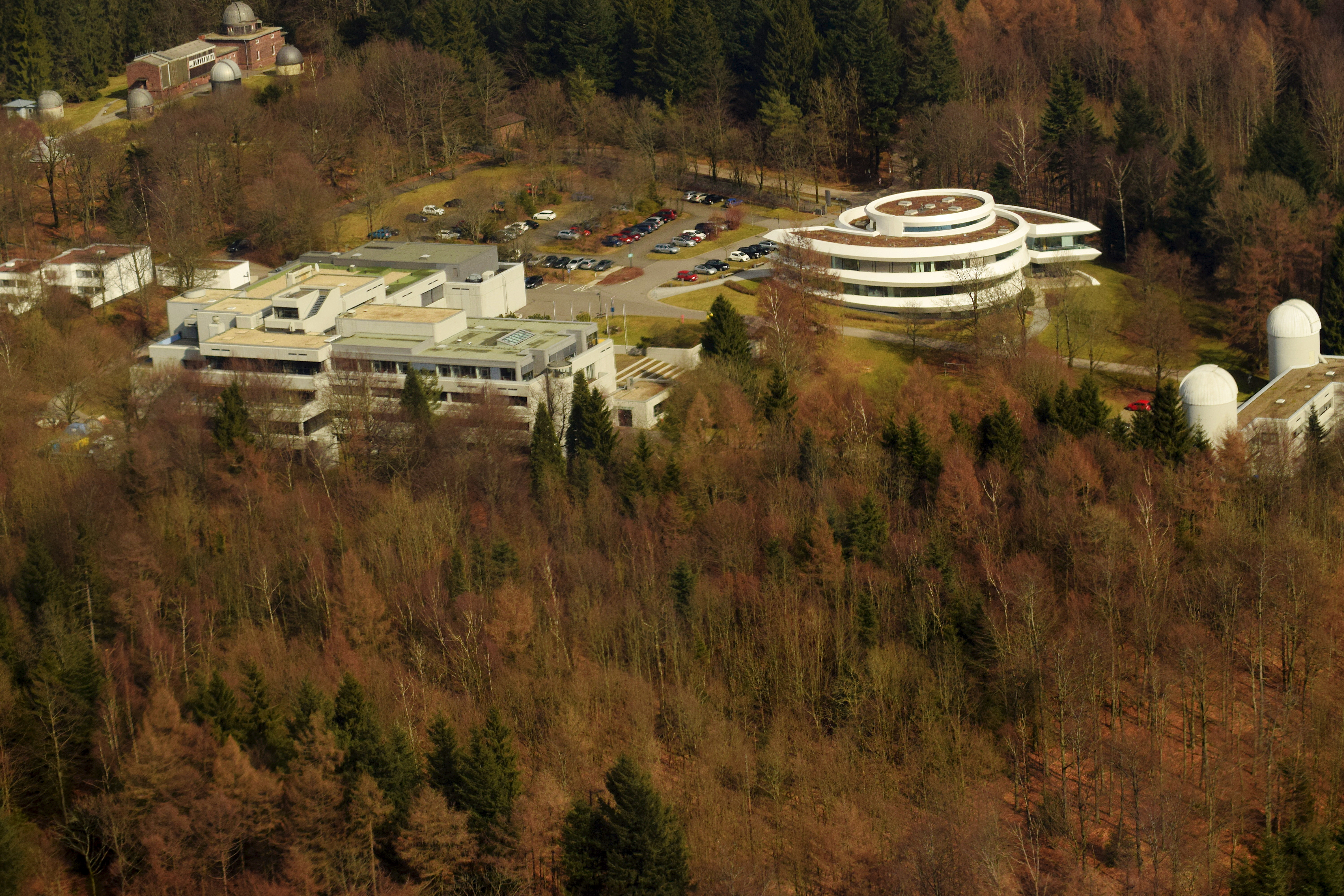
Інститут астрономії Макса Планка та Будинок астрономії на горі Кенігштуль поблизу Гейдельберга.

Будинок астрономії (нім. Haus der Astronomie, HdA) — просвітницький центр на кампусі Інституту астрономії Макса Планка в Гайдельберзі. Будівля Центру астрономії у формі спіральної галактики була побудована Фондом Клауса Чири. Роботою центру керує Товариство Макса Планка. Метою Будинку астрономії є донести захоплення астрономією до широкої громадськості та шкіл, а також сприяти міждисциплінарному науковому обміну.

## Організація
Будинок є результатом партнерства між приватними та державними установами з Товариством Макса Планка та Фондом Клауса Чири як засновниками, Гайдельберзьким університетом та містом Гайдельберг як іншими партнерами, за підтримки Міністерств Баден-Вюртемберга з питань науки, досліджень і мистецтва, а також культури, молоді та спорту.

## Діяльність
Метою Будинку астрономії є донести захоплення астрономією до широкої громадськості та шкіл, а також сприяти міждисциплінарному науковому обміну. Це реалізується, наприклад, через заходи для широкої громадськості, семінари для студентів і курси підвищення кваліфікації для вчителів. Крім того, важливим напрямком роботи є візуалізація астрономічних явищ і підтримка ЗМІ у висвітленні астрономічного контенту.
Будинок астрономії організовує лекції, в яких астрономи пояснюють свою роботу на науково-популярному рівні. 
Будинок астрономії також є німецьким вузлом ESO Science Outreach Network, просвітницької мережі Європейської південної обсерваторії.
Будинок астрономії є партнером пошукової програми «Міжнародної астрономічної пошукової співпраці» та обсерваторії Pan-STARRS, у контексті якої шкільні класи можуть шукати астероїди в даних астрономічних спостережень.
Стажування в Будинку астрономії пропонується як частина уроків профорієнтація для середніх шкіл.

## Будівлі та обладнання
Будівля Будинку астрономії була побудована Фондом Клауса Чири і подарована Інституту Макса Планка незадовго до відкриття в грудні 2011 року. Будівля має форму спіральної галактики: центром є аудиторія Клауса Чири, яку також можна використовувати як планетарій. Навколо центру розташовані фойє, кімнати для семінарів, офіси та аудиторії.
Будинок астрономії має цифрову повнокупольну проєкційну систему виробництва компанії Carl Zeiss. П’ять проєкторів створюють п’ять допоміжних зображень, які збираються таким чином, що на куполі діаметром 12 метрів створюється повне зображення 360 градусів на 180 градусів без видимих переходів або країв зображення. Аудиторія може вмістити до 100 глядачів.
Будівля також є штаб-квартирою редакції науково-популярного журналу Sterne und Weltraum.
Будівля відкрита для екскурсій (за попереднім записом), громадських заходів, занять для шкільних класів і груп дитячого садка.

## Веб-посилання
- Офіційний веб-сайт
- Офіційна сторінка у Facebook
- Сторінка у Twitter